# Eres tú (canción)
«Eres tú» es una canción grabada por la cantante y compositora mexicana Carla Morrison. La canción fue escrita y producida por ella misma. Fue lanzada el 3 de octubre de 2012 como el tercer sencillo de su primer álbum de estudio Déjenme llorar (2012). 
Este sencillo se caracteriza por promover los derechos de la comunidad LGBT.
La canción ha llegado a ser interpretada por la cantante estadounidense Billie Eilish en un directo a petición de sus fans para que ella cantase en Español.

## Video musical
El video musical de «Eres tú» fue publicado en 2012 en la plataforma digital YouTube, fue producido por Lía Jonnanhé y dirigido por la productora RARARA Films. Ha sido reproducido más de 40 millones de veces. El 29 de julio de 2017 se lanzó un video lírico que cuenta con más de 50 millones de reproducciones El video narra la historia de un matrimonio entre dos personas del mismo género.

## Listas

### Semanales
| País   | Lista                    | Mejor posición | Ref.  |
| ------ | ------------------------ | -------------- | ----- |
| México | Spotify Charts (Spotify) | 117            | [ 6 ] |